# James Parkinson
James Parkinson (Shorediteh, 11. travnja 1755. – 21. prosinca 1824.), britanski liječnik, geolog, paleontolog i politički aktivist.
Sin je Johna Parkinsona, ljekarnika i kirurga koji je radio na trgu Hoxton. U 29. godini dobio je dozvolu da prakticira medicinu. Imao je ženu i šestero djece.

Bio je zagovornik francuske revolucije. Kritizirao je vladu Williama Pitta. Borio se za zdravlje svih obespravljenih, posebice mentalno bolesnih ljudi. Izdao je više od 12 političkih pamfleta. Pozivao je na radikalne društvene reforme.

Bavio se geologijom i paleontologijom, izdavši niz vrijednih djela. Prvi je prisustvovao operaciji slijepog crijeva u Britaniji. Napisao je esej o gihtu 1812. Napisao je An Essay on the Shaking Palsy (Esej o drhtavici, tj. Parkinsonovoj bolesti) 1817. godine.
13. studenoga 1797. on i par prijatelja su u Masonskoj Konobi začeli Geološko društvo Engleske.

Umro je u 69. godini.

## Poveznice
- Parkinsonova bolest

## Vanjske poveznice
- History of Parkinson's Disease